# Plumeria alba
Plumeria alba L., 1753 è una pianta della famiglia delle Apocinacee<, originaria dell'America tropicale.

## Distribuzione e habitat
L'areale originario di questa specie si estende dal Messico e dalla Florida, attraverso l'America centrale (Belize, Costa Rica, El Salvador, Guatemala, Honduras, Nicaragua, Panama) e i Caraibi (Bahamas, isole Cayman, Cuba, Repubblica Dominicana, Haiti, Giamaica, Isole Leeward, Porto Rico, isole Turks e Caicos, Antille venezuelane, isola di Windward), sino alla parte settentrionale del Sud America (Colombia, Venezuela e Guyana).